# Litoria leucova
A Litoria leucova a kétéltűek (Amphibia) osztályának békák (Anura) rendjébe, a Pelodryadidae  családba, azon belül a Pelodryadinae alcsaládba tartozó faj.

## Előfordulása
A faj Pápua Új-Guinea endemikus faja. Természetes élőhelye a szubtrópusi vagy trópusi nedves hegyvidéki erdők, folyók.